# 오클랜드 오크스 (농구)
오클랜드 오크스(영어: Oakland Oaks)는 캘리포니아주 오클랜드를 연고지로 하는 1967년부터 1969년까지 ABA 서부 디비전 소속 프로 농구 팀이다. 홈 구장은 오클랜드-알라메다카운티 콜리시엄이다.
1969년 연고지를 워싱턴 D.C. (워싱턴 캡스(영어: Washington Caps))로 이전했다.
1997년부터 2019까지 같은 연고지(캘리포니아주 오클랜드)에 골든스테이트 워리어스(영어: Golden State Warriors)가 있었다.

## 역대 홈경기장
| 경기장                           | 사용기간      | 수용인원 | 장소                  | 비고 |
| -------------------------------- | ------------- | -------- | --------------------- | ---- |
| 오클랜드 오크스                  |               |          |                       |      |
| 오클랜드-알라메다카운티 콜리시엄 | 1967년~1969년 | 19,596명 | 캘리포니아주 오클랜드 | 빈칸 |

## 역대 감독
| 감독            | 임기          |
| --------------- | ------------- |
| 오클랜드 오크스 |               |
| 브루스 헤일     | 1967년~1968년 |
| 알렉스 핸넘     | 1968년~1969년 |

## 같이 보기
- 골든스테이트 워리어스